# 埃格茨維爾 (紐約州)
埃格茨維爾（英語：Eggertsville）是位於美國紐約州伊利縣的普查規定居民點。

## 人口
根據2020年美國人口普查的數據，埃格茨維爾的面積為7.41平方千米，皆為陸地。當地共有人口15561人，而人口密度為每平方千米2,100人。